# Џеј-Џеј Абрамс
Џефри Џејкоб Абрамс (енгл. Jeffrey Jacob Abrams; Њујорк, 27. јун 1966) амерички је филмски и телевизијски продуцент, сценариста, режисер, и оснивач продуцентске куће Bad Robot Productions. Писао је филмске сценарије и продуцирао филмове пре него што је постао један од твораца телевизијске серије Фелисити (1998–2002). Ејбрамс је осмислио Алијас (2001–2006) и делимично Изгубљене (2004–2010), Фринџ (2008–2013) и Undercovers (2010). Режирао је филмове: Немогућа мисија 3 (2006), Звездане стазе (2009), Супер 8 (2011), Звездане стазе: Према тами (2013), Ратови звезда: Буђење силе (2015) и Ратови звезда: Успон Скајвокера (2019), а био је продуцент филмова: Кловерфилд (2008), Немогућа мисија: Протокол Дух (2011), Немогућа мисија: Отпадничка нација (2015), Улица Кловерфилд број 10 (2016), Звездане стазе: Изван граница (2016), Парадокс Кловерфилда (2018) и Немогућа мисија: Разилажење (2018).